# Ro (Grèce)
Pour les articles homonymes, voir Ro.

Carte montrant la situation de l'île de Ro, à l'ouest de Kastellórizo.

Ro ou Rho (grec moderne : Ρω ; turc : Karaada), connue dans l’Antiquité sous le nom de Rhogè (grec ancien : Ῥώγη), est une petite île grecque située à proximité de l'île de Kastellórizo, proche des côtes de la Turquie. Elle fait partie du dème de Megísti.
Un fort y avait été construit sur une colline dans l’Antiquité.
Elle a été l'objet de conflits et de revendications entre la Turquie et l'Italie dans les années 1920. Elle est passée sous souveraineté de la Grèce en 1947.
L'île a été la plupart du temps inhabitée, à l'exception d'une femme grecque résistante, Déspina Achladióti, connue sous le nom de Dame de Ro, morte en 1982 à l'âge de 92 ans,.

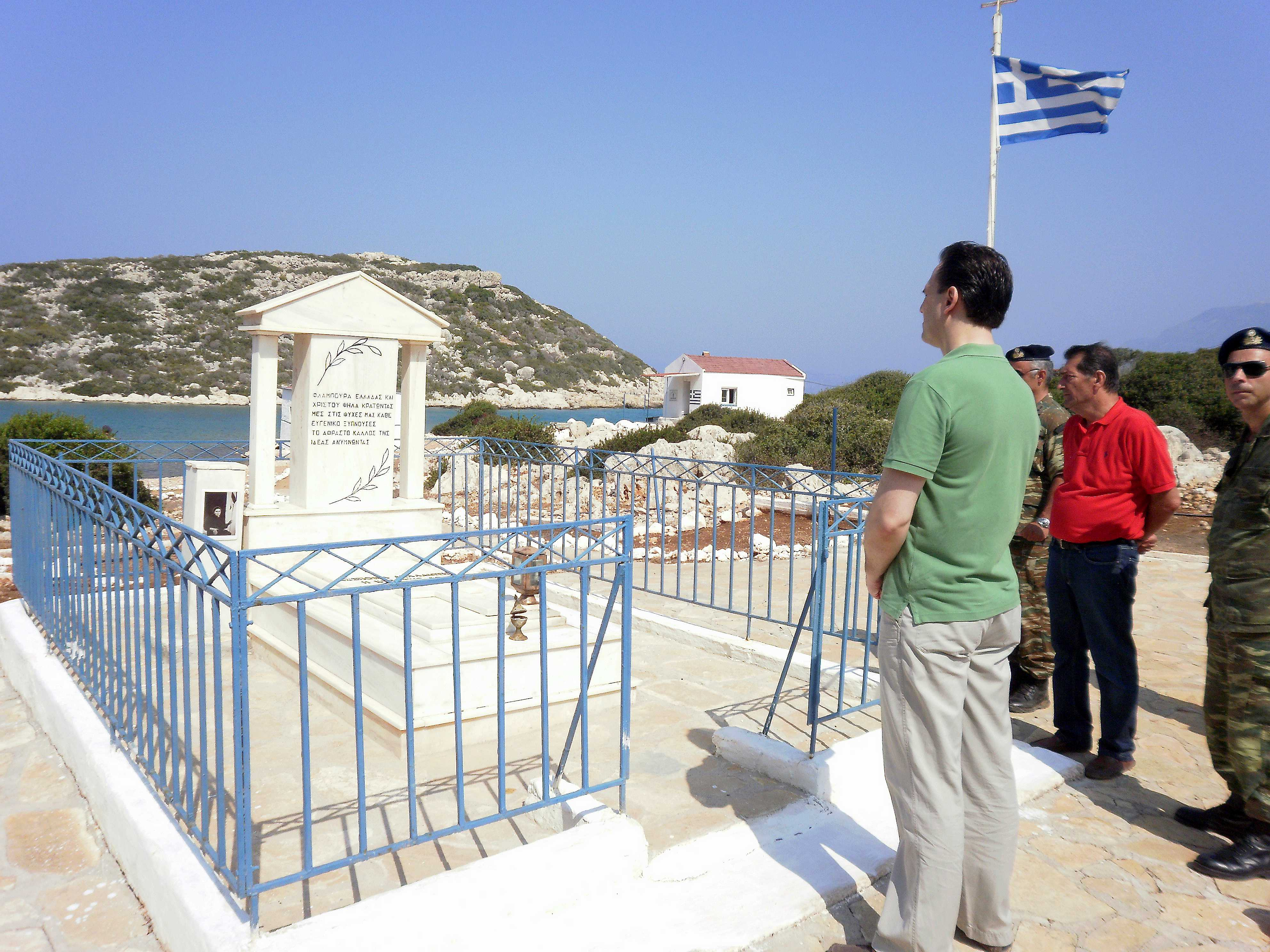
Tombe de Déspina Achladióti sur l’île de Ro.